# Latif-ur Rehman
Latif-ur Rehman   (), també conegut com a Latifur Rehman, fou un jugador d'hoquei sobre herba que va competir internacionalment per l'Índia i el Pakistan.
El 1948 va prendre part en els Jocs Olímpics d'Estiu de Londres, on va guanyar la medalla d'or en la competició d'hoquei sobre herba per l'Índia. El 1952, als Jocs de Hèlsinki, competint pel Pakistan, fou quart en la competició d'hoquei sobre herba. El 1956, a Melbourne, disputà els seus tercers i darrers Jocs Olímpics. En aquesta ocasió guanyà la medalla de plata en la competició d'hoquei sobre herba després de perdre la final contra l'Índia, en el què va ser la primera medalla olímpica del Pakistan.